# Pats de Regina
Les Pats de Regina sont un club de hockey sur glace junior-majeur du Canada, basé à Regina dans la Saskatchewan et évoluant au sein de la Ligue de hockey de l'Ouest. Ils sont nommés en l'honneur de la princesse Patricia de Connaught, petite fille de la reine Victoria du Royaume-Uni, et associé avec le Princess Patricia's Canadian Light Infantry (PPCLI), un régiment de l'Armée canadienne. D'ailleurs, les joueurs portent toujours l'insigne du PPCLI sur l'épaule de leur chandail. L'équipe a d'abord porté le nom de Patricias avant qu'il soit raccourci en 1923.

## Logos

Logo de 2009/10 à 2013/14
Logo depuis 2014/15